# 寒川町立寒川東中学校
寒川町立寒川東中学校（さむかわちょうりつ さむかわひがしちゅうがっこう）は、神奈川県高座郡寒川町にある公立中学校。2020年（令和2年）5月時点で12学級、472名の生徒が在籍している。

## 沿革
- 1989年（平成元年）
  - 4月1日 - 開校。
  - 4月4日 - 開校式挙行。
  - 5月29日 - 学校教育目標設定。開校記念日を6月27日と定める。
- 1990年（平成2年）6月25日 - 校歌制定（作詞：谷川俊太郎、作曲：鈴木輝昭。）
- 1998年（平成10年）
  - 6月25日 - 10周年記念研究発表会開催。
  - 6月26日 - 10周年記念式典と記念コンサート開催。

## 近隣の施設
- 寒川駅

## 主な部活動
- 卓球部 - 1998年、1999年全国大会出場
- ソフトテニス部  - 1998年全国大会出場
- 剣道部 - 2005年全国大会出場

## 特色
例年、横浜国立大学在学の留学生を招き交流活動を行っている。